# کمربندهای تگ تیم زنان دبلیودبلیوئی
عنوان قهرمانی تگ تیم زنان دبلیودبلیوئی (به انگلیسی: WWE Women's Tag Team Championship) یک کمربند قهرمانی کشتی حرفه‌ای است که توسط پروموشن دبلیودبلیوئی ایجاد شده است. از آنجایی که این عنوان، تنها عنوان تگ تیم زنان این شرکت است، در برندهای اصلی راو و اسمک‌داون و برند آموزشی این شرکت، ان‌اکس‌تی از آن دفاع می‌شود. قهرمان کنونی این عنوان، الکسا بلیس و شارلوت فلر هستند که برای اولین بار به صورت تیمی قهرمان شدند؛ هر چند بلیس پیش‌تر ۳ بار و فلر ۱ بار قهرمان این عنوان شده بود. آنها با شکست دادن جاجمنت دی (راکل رودریگز و رکسان پرز) در شب اول سامر اسلم به تاریخ ۲ اوت ۲۰۲۵، قهرمانان این عنوان شدند.
این عناوین در شوی راو به تاریخ ۲۴ دسامبر ۲۰۱۸ رونمایی شدند و اولین قهرمانان آن، بیلی و ساشا بنکس، کشتی‌گیران برند راو بودند که در فوریه ۲۰۱۹ قهرمان شدند. این عنوان در ابتدا برای هر سه برند تأسیس شده بود، اما به دلیل پایان بحث‌برانگیز دفاعیه قهرمانان وقت، نایا جکس و شینا بزلر در مارس ۲۰۲۱ مقابل کشتی‌گیران ان‌اکس‌تی، داکوتا کای و راکل رودریگز، عنوان تگ تیم زنان ان‌اکس‌تی(en) مختص به این برند ایجاد شد. با این حال در ژوئن ۲۰۲۳، این دو عنوان با همدیگر ادغام شده و عنوان تگ تیم زنان ان‌اکس‌تی غیرفعال شد. این عنوان در جریان مسابقه پایانی (مین‌ایونت) پی‌پرویوی تی‌ال‌سی ۲۰۱۹ دفاع شده است.
این عنوان، جدای از عنوان تگ تیم زنان دبلیودبلیواف(en) است که در سال ۱۹۸۳ تا ۱۹۸۹ فعال بود و تاریخچه‌ای جدای از هم دارند.